# Kloster Saint-Honoré
Das ehemalige Kloster Saint-Honoré in Paris und die dazugehörige Stiftskirche waren namengebend für die Rue Saint-Honoré, eine der ältesten Straßen der Stadt, die Porte Sainte-Honoré, den Faubourg Saint-Honoré sowie die Rue du Faubourg Saint-Honoré.

## Geschichte
Die Kirche wurde 1204 errichtet und von Mönchen, die im zugehörigen Kloster lebten, betreut. Sie stand an der Nordseite der Rue Saint-Honoré zwischen zwei heute noch existierenden Straßen, der Rue Croix des Petits-Champs und der Rue des Bons-Enfants. Benachbart waren stadtauswärts das Hôtel d’Armagnac und an der Rückseite das 1208 eröffnete Collège des Bons-Enfants. Heute befinden sich zwei Häuserblocks weiter westlich das Palais Royal und die Comédie-Française.

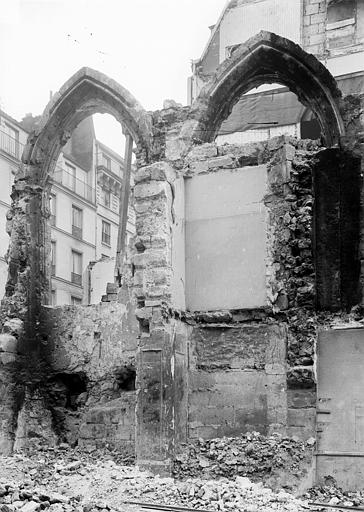
Reste der Kirche Saint-Honoré
(vor 1919)

Die Kirche wurde 1579 erweitert, aber mit der Zeit immer mehr von Wohngebäuden eingefasst. Im Jahr 1630 hatte die auf die Rue Saint-Honoré gehende Kirche einen Enclos mit einer Pforte auf die Rue Croix-des-Petits-Champs ging. Dazu gehörte eine große Residenz, die nach Westen bis zur Rue des Bons-Enfants reichte. Im Norden grenzte der Klosterbezirk nun an eine Häuserreihe. 1739 schließlich war das Kloster bereits auf allen Seiten von Häusern umgeben.
Während der Revolution wurde die Kirche geschlossen und 1792 abgerissen. An ihre Stelle traten zwei Passagen, die ein „T“ formten: die Passage Marchand und die Passage d’Athènes. Die letzten Reste dieser Passagen wurden 1913 abgerissen.